# Antheraea rumphii
Antheraea rumphii är en fjärilsart som beskrevs av Felder 1860. Antheraea rumphii ingår i släktet Antheraea och familjen påfågelsspinnare. Inga underarter finns listade i Catalogue of Life.